# مصلای سبزوار
مصلی سبزوار مربوط به سدهٔ ۸ ه.ق است و در سبزوار، خیابان خواجه نظام الملک (شهدا) واقع شده این بنای آجری مصلی شهر در قرون گذشته بوده‌است که جهت برگزاری نمازهای جمعه و اعیاد مورد استفاده قرار می‌گرفته و مشتمل بر چهار طاقی اصلی (فضای مرکزی)، با گنبدی بر فراز آن و ایوانی بزرگ است. عناصر معماری طرفین ایوان به صورت برج‌های نیم استوانه‌ای نقش پشتیبان پایه‌های طرفین ایوان و جلوگیری از رانش دیوارهای این قسمت را داشته‌اند فضای معماری چهار طاقی انتهای ایوان دارای گنبدی بلند است که به وسیلهٔ آجرهای خفته- راسته پوشش یافته‌است. اگر چه برخی از صاحب نظران بنای مصلی را به دوره سربداریه نسبت می‌دهند اما شیوه ساختمانی آن قابل مقایسه با معماری دوره صفویه است؛ و این اثر در تاریخ ۲۷ دی ۱۳۵۵ با شمارهٔ ثبت ۱۳۱۷ به‌عنوان یکی از آثار ملی ایران به ثبت رسیده‌است. عده‌ای از سربداران در دفن شده‌اند.

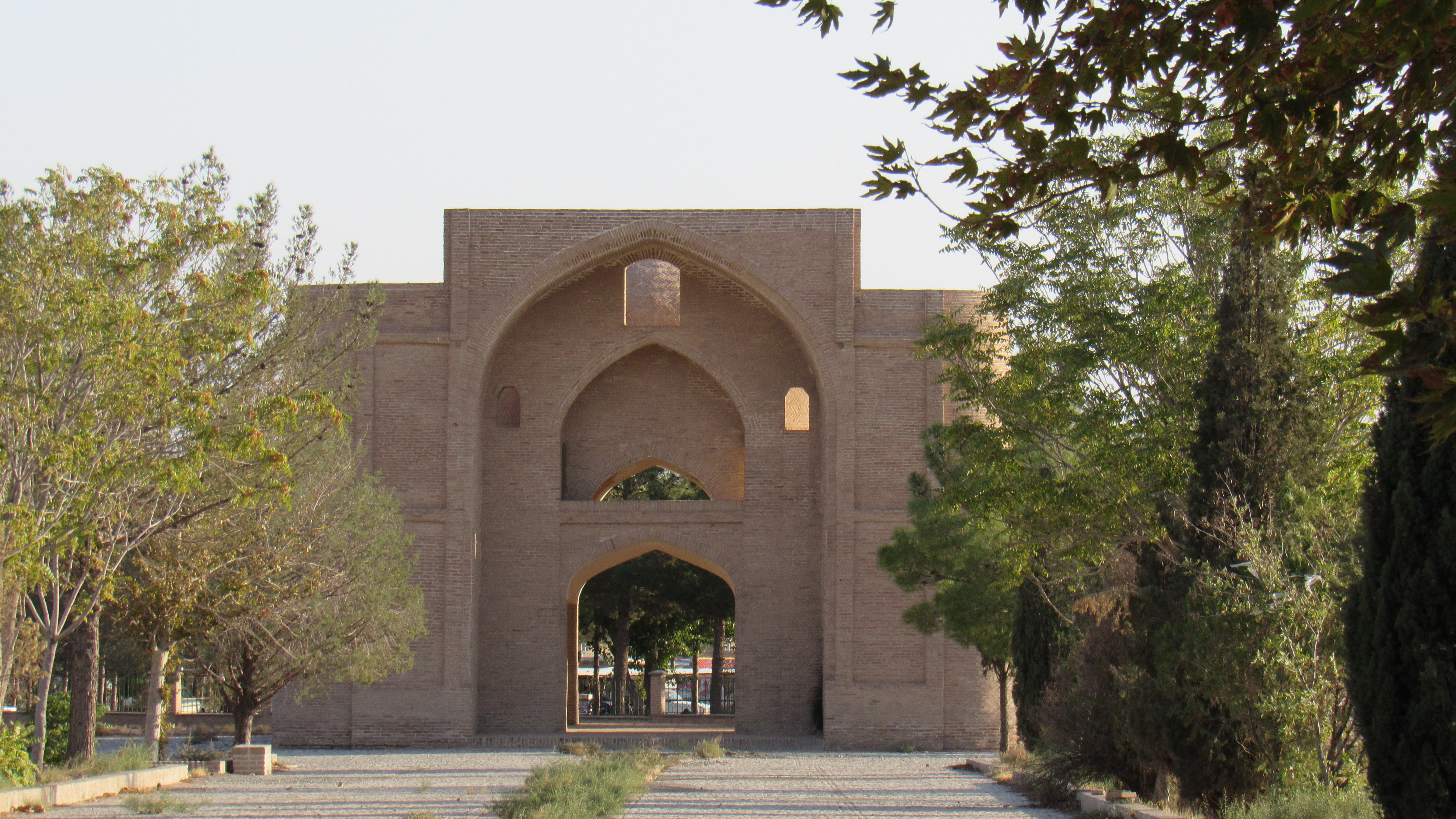
نمایی دیگر از مصلی تاریخی سبزوار